# Linares-Baeza
Linares-Baeza (hiszp: Estación de Linares-Baeza) – stacja kolejowa w miejscowości Linares, we wspólnocie autonomicznej Andaluzja, w Hiszpanii. Uważana jest za najbardziej istotną stację prowincji Jaén, obsługującą codzienne połączenia z sześcioma prowincjami Andaluzji, z Kastylią-La Manchą, Madrytem, wschodnią Hiszpanią (Walencja i Katalonia), i z Kastylia-León, i Krajem Basków pociągiem Estrella Picasso.
Wraz z otwarciem w 1992 roku w nowej trasy kolejowej do Andaluzji, podobnie jak wiele innych stacji, stacja straciła wiele połączeń i pociągów. W odniesieniu do towarów, niektóre połączenia towarowe pozostały, ponieważ planowana otwarcie w okolicy suchego portu.

## Położenie stacji
Budynek dworca mieści się na Plaza de las Palmeras. Stacja jest połączona z dzielnicami i centrum miasta Linares trzema liniami autobusowymi. Z kolei przewoźnik autobusowy ALSA również łączy stację kolejową w miejscowościami Úbeda i Baeza. Znajduje się tu również postój taksówek.

## Linie kolejowe
- Alcázar de San Juan – Cádiz
- Linares-Baeza – Almería